# がん患者団体支援機構
特定非営利活動法人がん患者団体支援機構（がんかんじゃだんたいしえんきこう）は、がん患者会間の親睦の支援等の活動を行う日本の特定非営利活動法人（NPO法人）である。2005年（平成17年）に開かれた第1回がん患者大集会をきっかけとして設立された。

## 概要
「がん患者や家族、広く市民の方々のために、情報や意見を交換する場を作ること」を活動内容とするほか、すべてのがん患者・がん患者団体およびがんに関心を持つ個人・団体に対し、法人として次の5つの事業を行っている。
- 相互の意見交換・提案、集約の場を創設・開拓するための事業
- 予防・検診・治療等に関連する情報の収集・調査・研究事業
- 情報提供・相談・支援事業
- 国、地方公共団体および医療関係者等に対し、消費者の権利確保の観点から、提言を行う事業
- その他、この法人の目的達成に必要な事業

所在地は東京都中野区弥生町、事務局所在地は世田谷区中町のなかまちNPOセンター内。

## 関係する人物
- 俵萌子 - 2代理事長（在任中に逝去）
- 鳥越俊太郎 - 3代理事長（退任）